# Coalición de Lesbianas Africanas
La Coalición de Lesbianas Africanas (Coalition of African Lesbians o CAL) es una organización panafricana sin fines de lucro por los derechos de las lesbianas con sede en Sudáfrica, creada en 2003. Es una coalición de más de 30 organizaciones diferentes con sede en 19 países de África. La misión de la organización es promover la justicia, la igualdad y la visibilidad para las mujeres lesbianas y bisexuales, así como para las personas trans diversas en el continente africano.

## Historia
Fue fundada en 2003 por 50 activistas que asistieron a la Conferencia sobre Sexo y Secreto organizada por la Asociación Internacional para el Estudio de la Sexualidad, la Cultura y la Sociedad en Johannesburgo, Sudáfrica.
En 2010, la Comisión Africana de Derechos Humanos y de los Pueblos se negó a conceder el estatus de observador al CAL y rechazó la solicitud del grupo de mayo de 2008. La comisión inicialmente rechazó la solicitud afirmando "que las actividades de dicha organización no promueven ni protegen ninguno de los derechos consagrados en la Carta Africana". Sin embargo, en 2014, CAL presentó otra solicitud, que fue aceptada en 2015. En 2018, se le retiró este estatuto, lo que provocó protestas.
La Coalición de Lesbianas Africanas definió varios objetivos cuando se formó en 2006, entre los que se encuentra la defensa de la igualdad de derechos políticos, sexuales, culturales y económicos de las personas lesbianas, bisexuales y transgénero africanas, erradicar el estigma y la discriminación contra las lesbianas en África.
Según la coordinadora de África Occidental y Central de la Coalición Lesbiana Africana, la homosexualidad formaba parte de la cultura del continente antes de la llegada de los colonizadores.